# دانتي أوسوريو
دانتي أوسوريو (بالإسبانية: Dante Manuel Osorio Villanueva)‏ (7 أغسطس 1993 في المكسيك - ) هو لاعب كرة قدم مكسيكي في مركز الهجوم.

## وصلات خارجية
- دانتي أوسوريو على موقع قاعدة بيانات كرة القدم.إي يو (الإنجليزية)
- دانتي أوسوريو على موقع Soccerway.com (الإنجليزية)